# Kara Scott

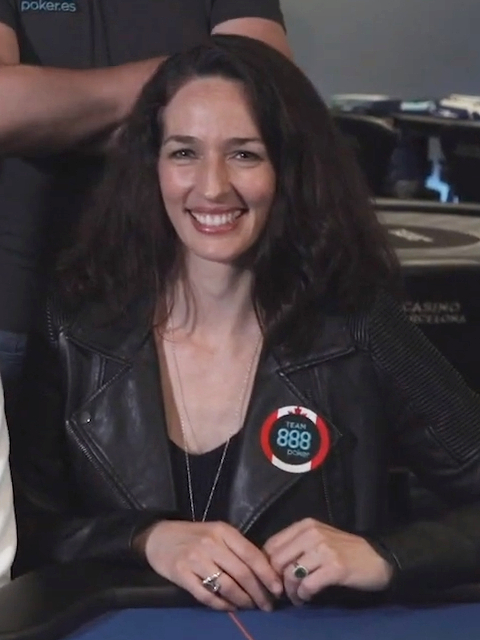
Kara Scott (2019)

Kara Scott (* 10. August 1975 im Norden Albertas) ist eine kanadisch-britische Moderatorin und Pokerspielerin.

## Persönliches
Scott wuchs im Norden des Bundesstaats Alberta in einfachen Verhältnissen auf. An der University of Calgary machte sie je einen Abschluss in Lehramt und Sprachwissenschaften. Während ihres Studiums arbeitete sie als Zimmermädchen in einem Sportlerwohnheim. Im Jahr 1999 zog Scott nach London, um an einer innerstädtischen Schule zu unterrichten. Anschließend wechselte sie in die Medienbranche und kam durch ihre Arbeit bei der World Series of Backgammon zum Poker.
Scott war 2010 kurzzeitig mit dem Pokerspieler Brian Townsend liiert. Seit 2013 führt sie eine Beziehung mit dem Italiener Giovanni Rizzo. Die beiden lebten zunächst in Venedig und zogen nach ihrer Heirat im Mai 2014 nach Parma. Seit Juni 2015 lebt das Paar im slowenischen Ljubljana. Im Juni 2018 bekam Scott mit ihrem Ehemann eine Tochter.

## Tätigkeit als Moderatorin

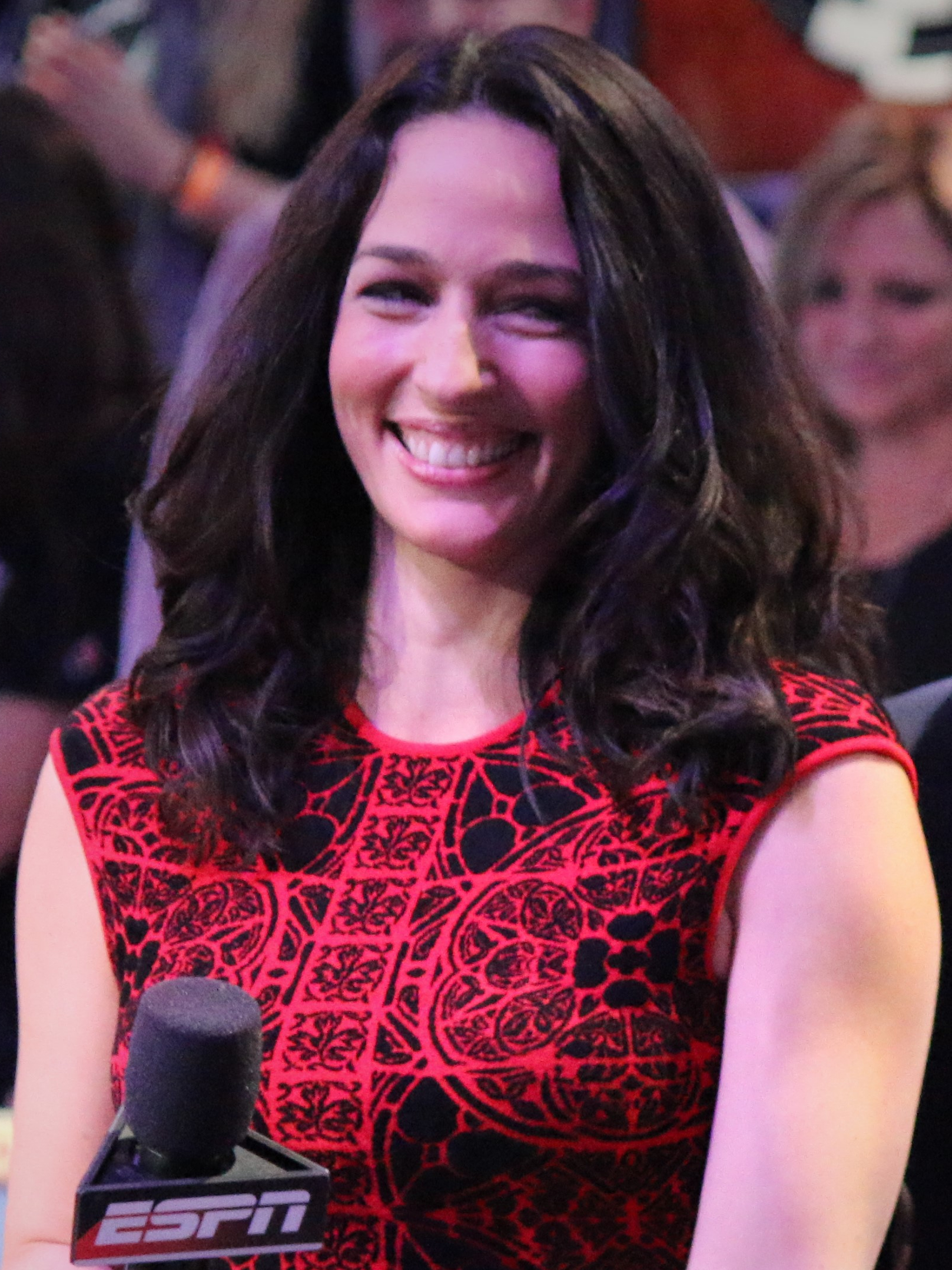
Scott für ESPN beim Main Event der WSOP 2015

Scott berichtete für verschiedene Fernsehsender u. a. von der European Poker Tour, World Poker Tour und National Heads-Up Poker Championship, zudem moderierte sie Sendungen wie High Stakes Poker oder Poker After Dark. Heute ist sie vor allem für ihre Moderation des Main Events der World Series of Poker beim Fernsehsender ESPN bekannt, die sie seit 2011 an der Seite von Norman Chad und Lon McEachern durchführt.
Scott wurde 2012 bei den European Poker Awards als „Poker Personality of the Year“ ausgezeichnet. Von 2015 bis 2017 moderierte sie die American Poker Awards. Dort erhielt sie im Februar 2016 selbst die Auszeichnung als „Poker Presenter of the Year“.

## Pokererfolge
Scott nimmt seit 2007 selbst gelegentlich an renommierten Live-Turnieren teil.
Mitte Februar 2008 gewann sie in Maidstone die dritte Austragung der partypoker Sports Stars Challenge und sicherte sich ein Preisgeld von 26.000 Britischen Pfund. Anfang Juli 2008 war sie erstmals bei der World Series of Poker (WSOP) im Rio All-Suite Hotel and Casino am Las Vegas Strip erfolgreich und belegte im Main Event den mit mehr als 40.000 US-Dollar dotierten 104. Platz. Ende Oktober 2008 kam Scott beim Main Event der European Poker Tour in Budapest in die Geldränge. Ihr bisher höchstes Preisgeld gewann sie Mitte April 2009, als sie beim Main Event der Irish Poker Open in Dublin den zweiten Platz von 700 Spielern belegte und dafür 312.600 Euro erhielt. Im Juli 2009 kam Scott beim WSOP-Main-Event erneut auf die bezahlten Plätze. Je eine weitere Geldplatzierung bei der WSOP erzielte sie in den Jahren 2010, 2011, 2013 und 2014. 2013 erreichte sie zudem in Venedig, Paris und Prag jeweils die Geldränge beim Main Event der World Poker Tour. Seit Februar 2016 ist Scott Markenbotschafterin der Onlinepoker-Plattform 888poker, bei der sie unter dem Nickname KaraScott888 spielt. Seitdem erzielte sie ausschließlich bei der von ihrem Sponsor ausgespielten Turnierserie 888poker Live Geldplatzierungen und belegte dort Anfang März 2016 einen dritten Platz beim Main Event in London sowie Anfang Juni 2019 in Barcelona den ersten Platz beim Ladies Event.
Insgesamt hat sich Scott mit Poker bei Live-Turnieren mehr als 650.000 US-Dollar erspielt.